# طيران الصومال - رحلة 40
طيران الصومال - رحلة 40 كانت رحلة مجدولة للخطوط الجوية الصومالية بتاريخ 20 يوليو 1981 في رحلة من مقديشو إلى هرجيسا في الصومال. تحطمت الطائرة بعد بضع دقائق من إقلاعها، وقتل جميع ركابها الـ 44 بالإضافة إلي ستة من أفراد الطاقم.

## الروابط الخارجية
1. ↑  Somali Airlines Flight 40 at Airdisaster.com نسخة محفوظة 24 مايو 2013 على موقع واي باك مشين.